# James Pantemis
James Pantemis (Kirkland, 21 de febrero de 1997) es un futbolista canadiense que juega en la demarcación de portero para el Portland Timbers de la Major League Soccer.

## Selección nacional
Tras jugar con la selección de fútbol sub-15 de Canadá, la sub-16, la sub-20, la sub-21 y la sub-23, finalmente, en 2022, fue convocado por el seleccionador John Herdman para disputar la Copa Mundial de Fútbol de 2022 con la selección de fútbol de Canadá.

## Clubes
| Club               | País           | Año       | Partidos | Goles |
| ------------------ | -------------- | --------- | -------- | ----- |
| FC Montreal        | Canadá         | 2016      | 2        | 0     |
| CF Montréal        | Canadá         | 2018-2020 | 2        | 0     |
| Valour FC (cedido) | Canadá         | 2020      | 7        | 0     |
| CF Montréal        | Canadá         | 2020-2023 | 38       | 0     |
| Portland Timbers   | Estados Unidos | 2024-     | 16       | 0     |

## Palmarés

### Títulos nacionales
| Título                          | Club            | País   | Año  |
| ------------------------------- | --------------- | ------ | ---- |
| Campeonato Canadiense de Fútbol | Montreal Impact | Canadá | 2019 |
| Campeonato Canadiense de Fútbol | CF Montréal     | Canadá | 2021 |